# Carasa
Carasa – wieś w Rumunii, w okręgu Botoszany, w gminie Corlăteni. W 2011 roku liczyła 605 mieszkańców.